# 關焯照
關焯照（英語：Andy Cheuk-Chiu Kwan），現任冠域商業及經濟研究中心主任。2009年前任香港中文大學經濟系副教授、香港中文大學生活質素研究中心主任，主攻消費者信心計量模型和金融。

## 簡歷
1994年，加拿大康考迪亚大学哲學博士（Ph.D.），論文《Portmanteau tests in economic time series》主攻時間序列。
1995年，在香港中文大學任教經濟系學士課程。
2009年，擔任公共事務論壇成員。 
2012年，獲政府委任為長遠房屋策略督導委員會委員。
2013年，成立智庫機構冠域商業及經濟研究中心。

## 引用文獻
1. ↑  
《勝券盡握 : 迎接股市大轉勢的投資王道》 （页面存档备份，存于）, 經濟日報出版社.
2. ↑  

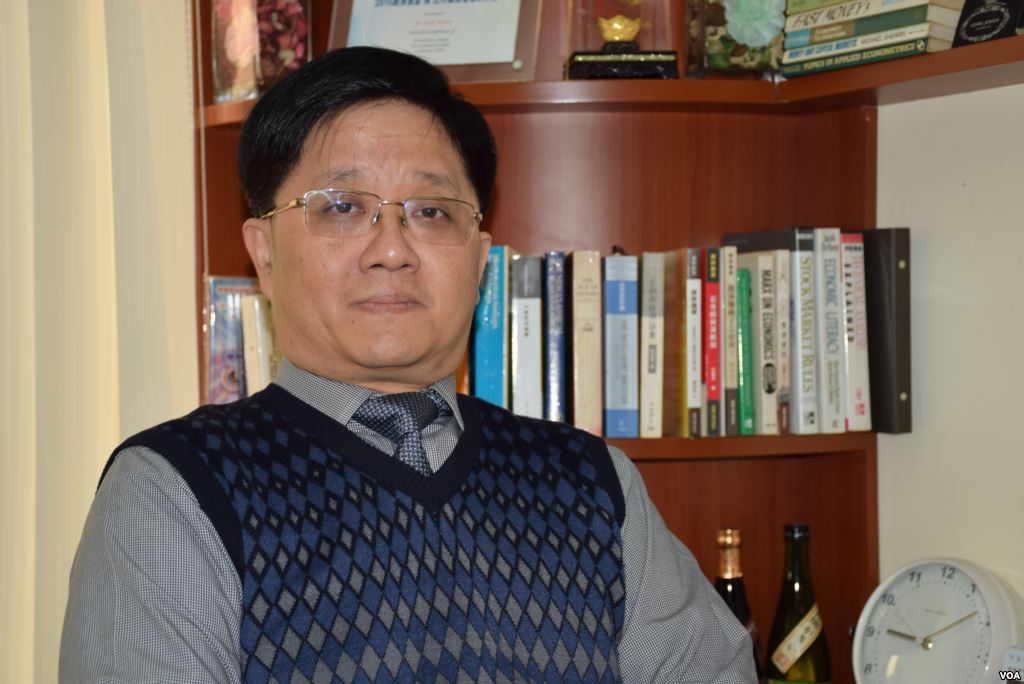
關焯照

Kwan, Andy Cheuk-Chiu (1994) Portmanteau tests in economic time series. （页面存档备份，存于） PhD thesis, Concordia University.
3. ↑  .   [2015-07-15]. （原始内容存档于2016-03-04）.
4. ↑  .   [2015-07-15]. （原始内容存档于2019-10-23）.
5. ↑  .   [2015-07-15]. （原始内容存档于2016-03-04）.